# Потому что… (сингл)
«Потому что…» — дебютный сингл рок-группы «Мантана», который вышел 20 декабря 2000 года. Включает в себя две версии одноимённой песни и песню «Шоколад».

## История
Рок-группа «Мантана» устроила из выпуска дебютного сингла предпраздничную акцию. Акция проходила следующим образом. С 20 декабря 2000 года по 7 января 2001 год в магазинах «Союз» покупка совершённая школьницами или студентками в возрасте от 12 до 25 лет поощрялась аудиокассетой-синглом «Потому что…». Подарки вручались девушкам возле кассы.
По акции раздаривались только аудиокассеты с дебютным синглом (которые в продажу не поступили). Вариант сингла на компакт-диске поступил в продажу.
На заглавную песню сингла был снят видеоклип «Потому что» (2000 год), где в главной роли снялся известный актёр молодёжного кино Александр Баширов («Асса», «Игла», «Мама, не горюй», «Даун Хаус» и др). Клип вошёл в номерной сборник видеоклипов популярных исполнителей «Союз 27» студии «Союз». Песня «Потому что…» попала в ротацию на «Авторадио», «Европу плюс» и ряд других радиостанций в России. В дальнейшем она была включена в дебютный студийный альбом «Маникюры».

## Список композиций
| №  | Название                    | Автор(ы)       | Длительность |
| -- | --------------------------- | -------------- | ------------ |
| 1. | «Потому что»                | Алеся Берулава | 3:23         |
| 2. | «Шоколад»                   | Алеся Берулава | 2:39         |
| 3. | «Потому что (soft version)» | Алеся Берулава | 3:18         |

## Участники
- Алеся Берулава — вокал, лидер группы, автор песен.
- Марина Берулава — бэк-вокал, тамбурин.
- Павел Третяк — гитара.
- Олег Устинович «Паганини» — бас-гитара.
- Денис Воронцов — клавишные.
- Игорь Москаленко — ударные.

Над синглом также работали:
- Алексей Любавин — ударные.

## Оформление
Выпущен в прозрачной слим-бокс упаковке. Имеет двойной вкладыш полиграфии. На обложке белого цвета большими зелёными буквами на всю длину вкладыша написано название группы «Мантана». В левом нижнем углу на обложке изображена большая фотография солистки, лидера группы Алеси Берулава. В правом верхнем углу (вниз головой) изображена бэк-вокалистка Марина Берулава. Под фотографией Марины Берулава в нижней части вкладыша (посередине) расположено название сингла «Потому что…» чёрными буквами. В правом нижнем углу вкладыша изображена эмблема с названием радиостанции «Авторадио». Внутри двойного вкладыша написан список радиостанций и телеканалов, названия радиопередач и телепередач, и время их выхода в эфир, в которых звучат композиции с данного сингла. Также внутри на вкладыше расположены: список композиций, содержащихся на сингле (подчёркнутые жирной чертой зелёного цвета неправильной формы), состав участников группы, принимавших участие в записи сингла.
Компакт-диск оформлен в белом цвете. В верхней части компакт-диска написано зелёными буквами название группы «Мантана». В нижней части компакт-диска написан список композиций, содержащихся на сингле (подчёркнутые жирной чертой зелёного цвета неправильной формы). На рабочей поверхности компакт-диска (по бокам) расположена отделённая чёрной чертой часть округлой поверхности компакт-диска на которой изображены чёрными буквами четыре названия группы «Мантана», находящихся напротив друг друга.